# 高崇
高 崇（こう すう、生没年不詳）は、北魏の官僚。字は積善。本貫は渤海郡蓨県。

## 経歴
『魏書』高崇伝に「高崇，字積善，勃海蓨人，四世祖撫，晉永嘉中與兄顧避難於高麗。父潛，顯祖初歸國。」とあり、先祖は永嘉の乱を避けて高句麗に亡命していた。高崇の父の高潜は、献文帝のときに高句麗から北魏に帰順して、開陽男の爵位を受け、遼東に居住した。母の武威公主は、沮渠牧犍の娘であった。沮渠氏の嫡系が447年（太平真君8年）に断絶していたことから、高崇は武威公主の意向で牧犍の後を嗣ぎ、沮渠と改姓した。孝文帝に召し出されて中散となり、後に尚書三公郎に転じた。景明年間、高姓に戻され、父の爵位を嗣ぎ、領軍長史・伏波将軍・洛陽県令に任じられた。県の統治においては、勢力家の摘発も辞さなかったため、官吏や民衆にその威風を畏れられた。朝廷が新たな官に任じようとしたところ、病没した。享年は37。漁陽郡太守の位を追贈された。529年（永安2年）、さらに征虜将軍・滄州刺史の位を贈られた。諡は成といった。

## 子女
- 高謙之
- 高恭之
- 高謹之（沮渠氏の後を嗣ぎ、滄州平東府主簿として35歳で死去した）
- 高慎之（字は道密。23歳で死去した）

## 伝記資料
- 『魏書』巻77 列伝第65
- 『北史』巻50 列伝第38